# Parc de Séroule

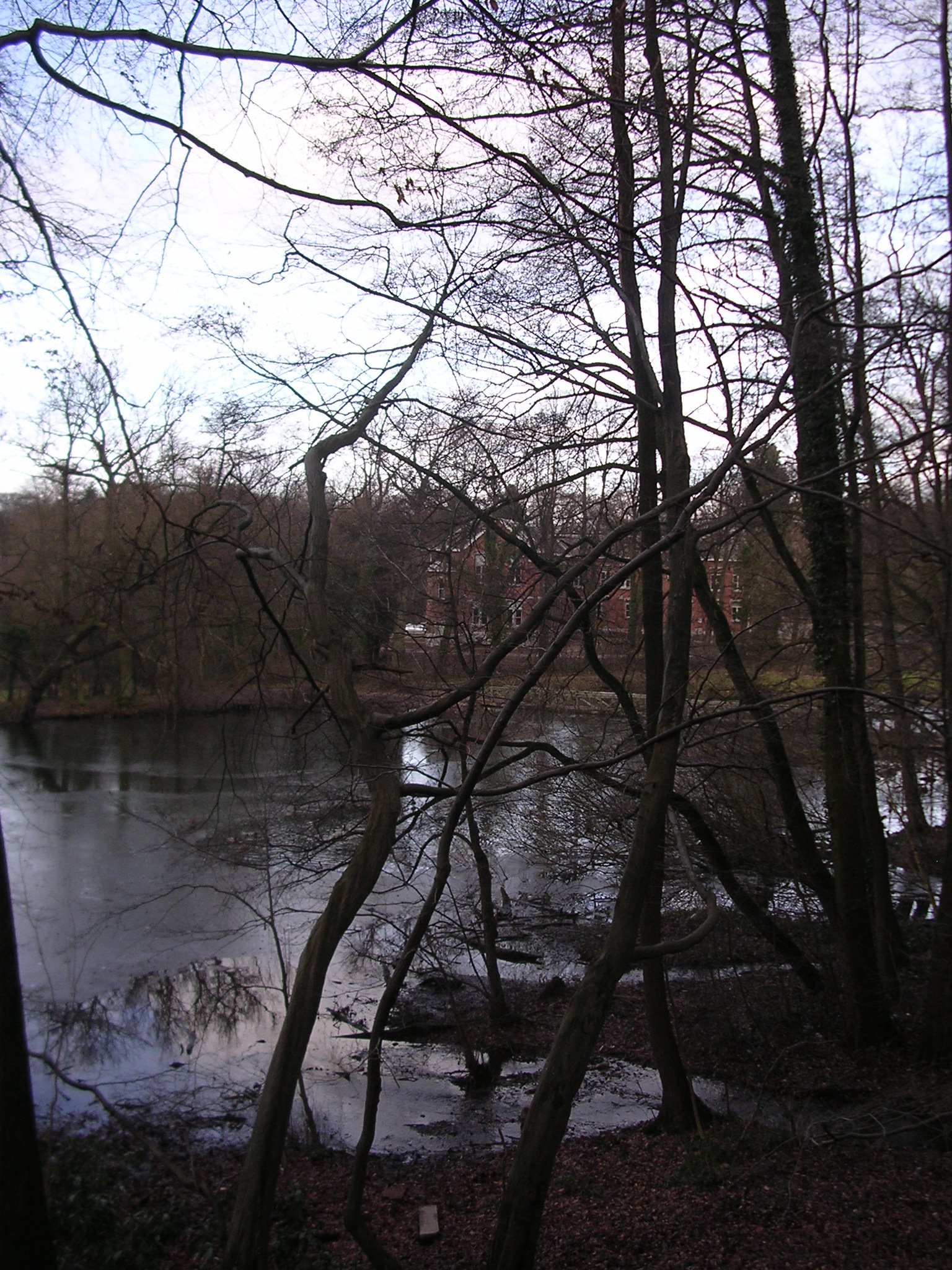
Parc de Séroule

Het Parc de Séroule is een park in het stadsdeel Heusy van de Belgische stad Verviers.
Dit park heeft een oppervlakte van ongeveer 10 ha. In de 18e eeuw stond hier de woning van baron de Goër de Herve, en begin 19e eeuw werd dit verkocht aan de fabrikant C. Simonis, welke het in 1826 restaureerde en moderniseerde. In 1837 was de burgemeester van Heusy, Hanlet, de eigenaar, en hij verkocht delen van het domein om deze te bebouwen (Quartier des Boulevards). In 1875 werd het domein verkocht aan de Zusters Ursulinen. Er kwam een klooster en een internaat. Later werd het een openbaar park en werden de gebouwen ingericht als congrescentrum. Allerlei bijgebouwen werden gesloopt.
Het park is een beschermd natuurgebied en heeft naast bossen ook vijvers, grasvelden en een beekje.